# Mohyeddin
Mohyeddin ist ein arabischer Name, der „Erneuerer des Dīn“ bedeutet. Er wird sowohl als männlicher Vorname als auch als ehrender Titel in der islamischen Tradition verwendet. Mehrere bekannte Persönlichkeiten, darunter Gelehrte, Philosophen und Theologen, waren im Laufe der islamischen Geschichte unter diesem Namen bekannt.

## Etymologie
Der Name Mohyeddin (Persisch:محی‌الدین, Arabisch:محیی الدین) hat arabische Wurzeln. Er setzt sich aus zwei Wörtern zusammen: Mohy (Persisch:محي), was „Erneuerer“ bedeutet, und Din (Persisch:دین), was „Religion“ oder „Glaube“ bedeutet. Daher wird Mohyeddin mit „Erneuerer des Glaubens“ oder „Erneuerer der Religion“ übersetzt. Als religiöser Titel wird dieser Name manchmal Personen verliehen, die andere dazu inspirieren, dem Islam zu folgen.

## Mohyeddin als persönlicher Name
Mohyeddin wird als Vorname für Jungen sowie als Mittel- oder Familienname unter Muslimen verwendet, insbesondere im Nahen Osten, Südasien und Südostasien. Der Name ist in vielen Sprachen vertreten, darunter Arabisch, Persisch, Urdu und Osmanisch-Türkisch. Aufgrund dieser weiten Verbreitung hat sich der Name in verschiedene Schreibweisen und Aussprachen entwickelt. Gängige Variationen sind Mohieddin, Muhyiddin, Muhiyyuddin und Mohiuddin – alle tragen die gleiche Bedeutung, spiegeln jedoch regionale Sprachunterschiede wider.
Die Flexibilität der arabischen Sprache ermöglicht verschiedene Formen und Schreibweisen von Mohyeddin, die sich in unterschiedlichen muslimischen Gemeinschaften entwickeln. Variationen können durch sprachliche Unterschiede, historische Einflüsse oder lokale Namensbräuche entstehen.

### Kombination mit anderen Namen oder Titeln
Mohyeddin wird häufig mit religiösen Titeln oder anderen Namen kombiniert, um bedeutungsvolle Identitäten zu schaffen. In Iran und anderen persischsprachigen Regionen wird Mohyeddin beispielsweise manchmal mit dem Titel Seyed kombiniert, wodurch der Name Seyed Mohyeddin entsteht.
In der Geschichte ist der Andalusische muslimische gelehrte und mystiker des 12. Jahrhunderts, Ibn Arabi, auch als Mohyeddin al-Arabi bekannt. Der 14. Sultan von Brunei, Muhyeddin ibn Abdul Jalilul Akbar, wird oft als Muhyiddin of Brunei bezeichnet.

### Mohyeddin in intellektuellen Bereichen
Einige Gelehrte und Schriftsteller, die islamische Literatur, Philosophie und Theologie erkundeten, trugen den Namen Mohyeddin.
Eine frühe Figur war Mohyeddin Abu Saeed Muhammad Neishabouri (1083–1153), ein iranischer Jurist und Schriftsteller, der für seine Werke Al-Intsaf fi Masael al-Khilaf und Al-Mohit fi Sharh al-Vasit war. Später wurde, Mohyeddin Muhammad, besser bekannt als Aurangzeb (1618–1707), der sechste Mogulkaiser Indiens.
Eine weitere prominente Figur der islamischen Goldenen Ära war Muhyieddin al-Maghribi (c. 1220–1283), ein Spanisch-arabischer Astronom und Mathematiker. Er arbeitete am Maragha-Observatorium in der Ilchanate, und verfasste Das Buch über den Satz von Menelaos sowie Abhandlung über die Berechnung von Sinuswerten. Muhieddin Lari, ein persischer Schriftsteller, der 1526 starb, verfasste Futūḥ al-Ḥaramayn, ein Werk der islamischen Literatur.

## Mohyeddin als religiöser Titel
Die Bezeichnung Mohyeddin als Titel hat eine religiöse Bedeutung in der islamischen Theologie, die sich auf tajdid, (Erneuerung) bezieht. Personen im islamischen Glauben erhalten diesen Titel oft in Anerkennung ihrer Bemühungen, die spirituellen Aspekte des Islam zu erneuern.
Einige bedeutende Persönlichkeiten der Geschichte trugen den religiösen Titel Mohyeddin. Abu Abdullah Mohyeddin Muhammad, bekannt als Ibn Arabi (1165–1240), war ein andalusischer Schriftsteller, Dichter und Sufi-Mystiker. Er bereiste viele islamische Länder und schrieb bedeutende Werke, darunter Die mekkanischen Erleuchtungen (Al-Futūḥāt al-Makkiyya) und Die Ringsteine der Weisheit (Fusus al-Hikam). Seine Schriften sind bis heute einflussreich in der islamischen Gedankenwelt.

## Personen
Bemerkenswerte Persönlichkeiten mit diesem Namen sind:

### Vorname
- Mohyeddin Haeri Shirazi (1937–2017), politischer Aktivist und iranischer, schiitischer Geistlicher
- Muhyiddin Yassin (geb. 1947), Diplomat und achter Premierminister Malaysias
- Mohyeldin Elzein (1943–2007), sudanesischer Arzt im Fujairah-Krankenhaus, Vereinigte Arabische Emirate
- Mohydeen Izzat Quandour (1938–2023), jordanischer Autor und Fernsehproduzent
- Muhyiddin Mehdi (geb. 1955), Politiker und Schriftsteller, Afghanistan
- Mohieddin Fikini (1925–1994), Diplomat und libyscher Premierminister
- Mohiuddin Maseed (1863–1913), paschtunischer Freiheitskämpfer aus Waziristan im heutigen Pakistan
- Muhiuddin Muhammad Alamgir I (1618–1707), Kaiser des Sultanats von Indien

### Mittelname
- Hossein Mohyeddin Elāhi Ghomshei (geb. 1940), iranischer Autor über persische Literatur und Mystik
- Seyed Mohyeddin Seghatoleslam (geb. 1960), persischer Architekt und Stadtplaner
- Taha Mohieldin Marouf (1929–2009), irakisch-kurdischer Politiker
- Zia Mohiuddin Dagar (1929–1990), indischer Musiker

### Nachname
- Ayman Mohyeldin (geb. 1979), ägyptisch-amerikanischer Journalist und Schriftsteller
- Akhtar Mohiuddin (geb. 1956), pakistanischer Fußballtrainer
- Bawa Muhaiyaddeen (1900–1986), sri-lankischer tamilischer Sufi-Mystiker
- Ahmad Fuad Mohieddin (1926–1984), ägyptischer Politiker
- Zia Mohyeddin (1931–2023), britisch-pakistanischer Filmschauspieler
- Zakaria Mohieddin (1918–2012), ägyptischer Militär und Politiker

## Weiterführende Literatur
- Truschke, Audrey (2017). Aurangzeb: The Man and The Myth. Penguin India. ISBN 978-1-5036-0259-5. Also published as Truschke, Audrey (2017). Aurangzeb: The Life and Legacy of India's Most Controversial King. Stanford University Press. ISBN 978-1-5036-0259-5.
- Eraly, Abraham (2007). The Mughal world. London: Weidenfeld & Nicolson. ISBN 978-0-297-85209-4.
- A Standard Dictionary of Muslim Names. (n. d.). Claymont: Alminar Books and Gifts. p. 35. Available at: https://islamicbulletin.org/free_downloads/women/muslim_names.pdf [Accessed 7 Jan. 2024].
- Shaykh Imran Ashraf Usmani (2006). Islamic Names. [online] Internet Archive. Available at: https://archive.org/details/IslamicNames [Accessed 9 Jan. 2024].
- علی‌اکبردهخدا، and شهیدی تألیف علی‌اکبر دهخدا، [زیر نظر محمد معین و جعفر شهیدی] (1372). لغت نامه. [online] library.sharif.ir. مؤسسه انتشارات و چاپ دانشگاه تهران،. Available at: http://library.sharif.ir/parvan/resource/266797 [Accessed 9 Jan. 2024].
- Rahman, S. (ed) (n. d.). [online] Available at: https://ia800307.us.archive.org/9/items/ADictionaryOfMuslimNamesByProfessorAbdurRahman/A-Dictionary-of-Muslim-Names_by_Professor-Abdur-Rahman.pdf [Accessed 10 Jan. 2024].
- Tassy, J.-H.G. de (1995). Muslim Festivals in India and Other Essays. [online] Google Books. Oxford University Press. Available at: https://books.google.com/books?id=cs7XAAAAMAAJ&hl=en&gbpv=0&bsq=Religious%20title%20mohiuddin%20meaning [Accessed 12 Jan. 2024].
- Hanks, P. (2003). Dictionary of American Family Names: 3-Volume Set. [online] Google Books. Oxford University Press, USA. Available at: https://books.google.com/books?id=vG7MZ9J6dAgC&hl=en&gbpv=1&dq=Religious+title+mohyeddin+meaning+in+english&pg=RA1-PA605&printsec=frontcover [Accessed 12 Jan. 2024].